# Kroatiska försvararna från Hemlandskrigets bro
Kroatiska försvararna från Hemlandskrigets bro (kroatiska: Most hrvatskih branitelja iz Domovinskog rata) är en gångbro och minnesmärke i Rijeka i Kroatien. Den invigdes år 2001 och korsar Mrtvi kanal i den centrala delen av staden. Bron är tillägnad krigsveteraner från det kroatiska självständighetskriget (i Kroatien kallat Hemlandskriget, Domovinski rat) och är sedan tillkomsten en av stadens landmärken.

## Historik
År 1996 tog staden Rijeka initiativet till att låta uppföra ett minnesmärke för de som deltog på den kroatiska sidan i det kroatiska självständighetskriget. Kriget varade åren 1991–1995 och följde på Kroatiens självständighetsförklaring från den dåvarande federala staten Jugoslavien. Mrtvi kanal och området Delta i centrala Rijeka valdes som platsen för minnesmärket. Det var nämligen från denna plats som lokala frivilliga tog sig till fronten där den kroatiska armén stred mot jugoslaviska folkarmén som var allierade med lokala serber. 
Efter en offentlig upphandling fick den Zagreb-baserade arkitektfirman 3LHD i uppdrag att skapa minnesmärket. Bron uppfördes under år 2001 och invigdes den 21 december samma år. Den kallades inledningsvis Kroatiska försvararnas bro (Most hrvatskih branitelja) men fick år 2002 namnet Kroatiska försvararna från Hemlandskrigets bro. Brons uppförande kostade 1 500 000 euro.

## Beskrivning

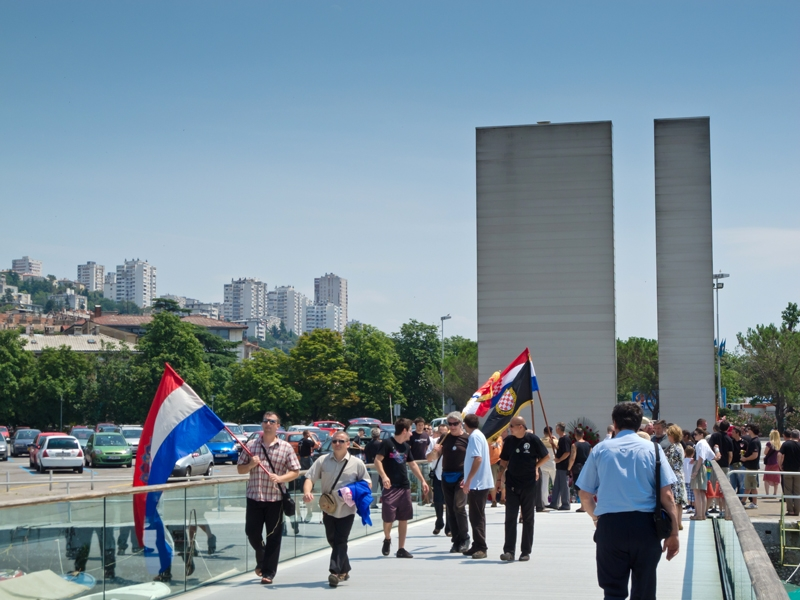
Flaggbärare på bron på Nationaldagen år 2012.

Kroatiska försvararna från Hemlandskrigets bro är en 48 meter lång och 5,44 meter bred bro i stål som korsar Mrtvi kanal och är belägen mellan två vägbroar i centrala Rijeka. Gångytan är tillverkad i korrugerad plåt med en aluminium- och magnesiumlegering. Broräckena är i glas och trä. Konstruktionen avslutas med ett 7,90 meter högt minnesmärke bestående av två pelare i betong.
Bron är en förlängning av gågatan Korzo som via Ban Josip Jelačićs torg leder till området Delta som idag (år 2015) är en parkering men som i framtiden avses utgöra en centralt parkområde.     

### Fotnoter
1. 1 2 3 4 5 6  Rijeka.hr Arkiverad 28 juli 2007 hämtat från the Wayback Machine. - Staden Rijekas officiella webbplats (engelska) (kroatiska) (italienska)
2. 1 2 3  Gradimo.hr Arkiverad 27 mars 2014 hämtat från the Wayback Machine. (kroatiska)
3. ↑  Publicspace.org Arkiverad 22 december 2015 hämtat från the Wayback Machine. (engelska)